# Thlasia longicornis
Thlasia longicornis är en insektsart som beskrevs av Zhang och Yang. Thlasia longicornis ingår i släktet Thlasia och familjen dvärgstritar. Inga underarter finns listade i Catalogue of Life.